# هنری ویلیام پاژت
هنری ویلیام پاژت (انگلیسی: Henry Paget, 1st Marquess of Anglesey; ۱۷ may ۱۷۶۸ – ۲۹ آوریل ۱۸۵۴) سیاست‌مدار اهل پادشاهی متحد بریتانیای کبیر و ایرلند بود. وی همچنین برندهٔ جوایزی همچون نشان بند جوراب شده‌است.